# Kalamaki
Kalamaki (gr. Καλαμάκι) – miasto w Grecji, w administracji zdecentralizowanej Attyka, w regionie Attyka, w jednostce regionalnej Ateny-Sektor Południowy. Siedziba gminy Alimos. W 2011 roku liczyło 41 720 mieszkańców.